# La Foye-Monjault
 La Foye-Monjault  es una población y comuna francesa, situada en la región de Poitou-Charentes, departamento de Deux-Sèvres, en el distrito de Niort y cantón de Beauvoir-sur-Niort.

## Demografía
| 746 | 748 | 665 | 656 | 716 | 682 |
| Para los censos de 1962 a 1999 la población legal corresponde a la población sin duplicidades (Fuente: INSEE [Consultar]) |     |     |     |     |     |